# Trần Ngọc Huỳnh
Trần Ngọc Huỳnh sinh ngày 2 tháng 12 năm 1928 tại Xuân Trường, tỉnh Nam Định là nhà quay phim điện ảnh người Việt Nam.

## Tiểu sử
Năm 1958, Việt Nam Cộng hòa thành lập trường Điện ảnh Sài Gòn, Trần Ngọc Huỳnh theo học khóa đầu tiên và tôt nghiệp năm 1960. Năm 1965 ông cũng theo một khóa học về điện ảnh tại Ấn Độ. Sau 1975, ông công tác tại Hãng phim Giải Phóng cho đến khi nghỉ hưu 1992.
Trần Ngọc Huỳnh từng giành được giải Quay phim xuất sắc tại Liên hoan phim Việt Nam lần thứ 8 với bộ phim điện ảnh Phiên tòa cần chánh án.

## Tác phẩm
| Năm  | Tác phẩm                  | Đạo diễn      | Chú thích |
| ---- | ------------------------- | ------------- | --------- |
| 1970 | Loan mắt nhung            | Lê Dân        |           |
| 1977 | Kỷ niệm vùng ven          | Lê Hoàng Hoa  |           |
| 1979 | Như thế là tội ác         | Huy Thành     |           |
| 1980 | Cư xá màu xanh            | Lê Đình Ấn    |           |
| 1981 | Con nuôi vị giám mục      |               |           |
| 1983 | Quân cờ di động           |               |           |
| 1983 | Phát súng trên cao nguyên |               |           |
| 1985 | Con thú tật nguyền        | Hồ Quang Minh |           |
| 1987 | Phiên tòa cần chánh án    | Việt Linh     |           |
| 1989 | Vị đắng tình yêu I        | Lê Xuân Hoàng |           |
| 1989 | Có một tình yêu như thế   | Lê Đình Ấn    |           |